# Vicente Ferrer de Almeida
Vicente Ferrer D'Almeida (Lavras do Sul, 1810 — ) foi um militar e escrivão brasileiro. Era filho do oficial português José Maria de Almeida, que desembarcara em Montevidéu durante os confrontos Portugal-Espanha.
Combateu na Guerra Cisplatina (1825-1828), no posto de alferes. Ao término da guerra, desmobilizado do exército do sul, fixou-se em Piratini, onde casou com com Thomasia Zeferina Mattos, filha do construtor português José de Mattos de Guimarães. 
No posto de capitão comandou o corpo de Lanceiros Negros farroupilhas, em inúmeros combates. Foi ministro na República Rio-Grandense no período em que Caçapava era a capital. 
Após a contenda, radicou-se na então vila de Canguçu, onde foi escrivão. Lavrou a ata da sessão que elevou a vila de Canguçu à categoria de município em 1857. Foi o primeiro funcionário da Câmara de Canguçu.